# Carenero (Guánica)
Carenero es un barrio ubicado en el municipio de Guánica en el estado libre asociado de Puerto Rico. En el Censo de 2010 tenía una población de 2670 habitantes y una densidad poblacional de 112,3 personas por km².

## Geografía
Carenero se encuentra ubicado en las coordenadas 17°57′34″N 66°52′56″O / 17.95944, -66.88222. Según la Oficina del Censo de los Estados Unidos, Carenero tiene una superficie total de 23.78 km², de la cual 19.14 km² corresponden a tierra firme y (19.49%) 4.63 km² es agua.

## Demografía
Según el censo de 2010, había 2670 personas residiendo en Carenero. La densidad de población era de 112,3 hab./km². De los 2670 habitantes, Carenero estaba compuesto por el 76.1% blancos, el 8.54% eran afroamericanos, el 0.67% eran amerindios, el 0.04% eran asiáticos, el 12.47% eran de otras razas y el 2.17% pertenecían a dos o más razas. Del total de la población el 98.88% eran hispanos o latinos de cualquier raza.